# VOX (televizní stanice)
VOX je německá soukromá televizní stanice, patřící mediální skupině RTL Group se sídlem v Kolíně nad Rýnem. Stanice začala vysílat 25. ledna 1993. Kanál byl původně vlastněn sortimentem německých mediálních společností. Kanál vysílá především dokumenty, americké seriály a vlastní tvorbu. Od 1. 2. 2013 je výkonným ředitelem VOX Bernd Reichart.

## Sledovanost
V roce 2011 dosáhla VOX průměrný podíl na trhu 5,6% v divácké skupině(14-49 roků). V roce 2012 se tento průměrný podíl na trhu nezměnil.
| 1993  | 1994  | 1995  | 1996  | 1997  | 1998  | 1999  | 2000  | 2001  | 2002  | 2003  | 2004  | 2005  | 2006  | 2007  | 2008  | 2009  | 2010     | 2011  | 2012  |
| ----- | ----- | ----- | ----- | ----- | ----- | ----- | ----- | ----- | ----- | ----- | ----- | ----- | ----- | ----- | ----- | ----- | -------- | ----- | ----- |
| 1,3 % | 2,0 % | 2,6 % | 3,0 % | 3,0 % | 2,8 % | 2,8 % | 2,9 % | 3,1 % | 3,4 % | 3,6 % | 4,1 % | 4,4 % | 5,4 % | 5,7 % | 5,3 % | 5,7 % | 5,6 %[5] | 5,6 % | 5,6 % |

## Pořady
- Sbohem Německo
- Nákupní horečka
- X Factor
- Prominenti
- Pronajmout,Koupit,Bydlet
- Kuchařská aréna

## Zprávy
Od pondělí do pátku vysílá VOX pět minut krátkých zpráv v 11 hodin a poté 20 minut pozdě v noci. O sobotách a nedělích televize vysílá jen kompletní program v Německu žádné zprávy.

## Show o vaření
Jako v České republice tak i v Německu jsou oblíbené pořady o vaření. To zaručilo televizi VOX vysoké podíly na trhu od března 2006, kdy uvedla na trh pořad Perfektní večeře (Die Perfekte Dinner).

## Dostupnost
- Německo
- Rakousko
- Švýcarsko
- Portugalsko
- Východní Evropa